# Musée central d'histoire de Corée

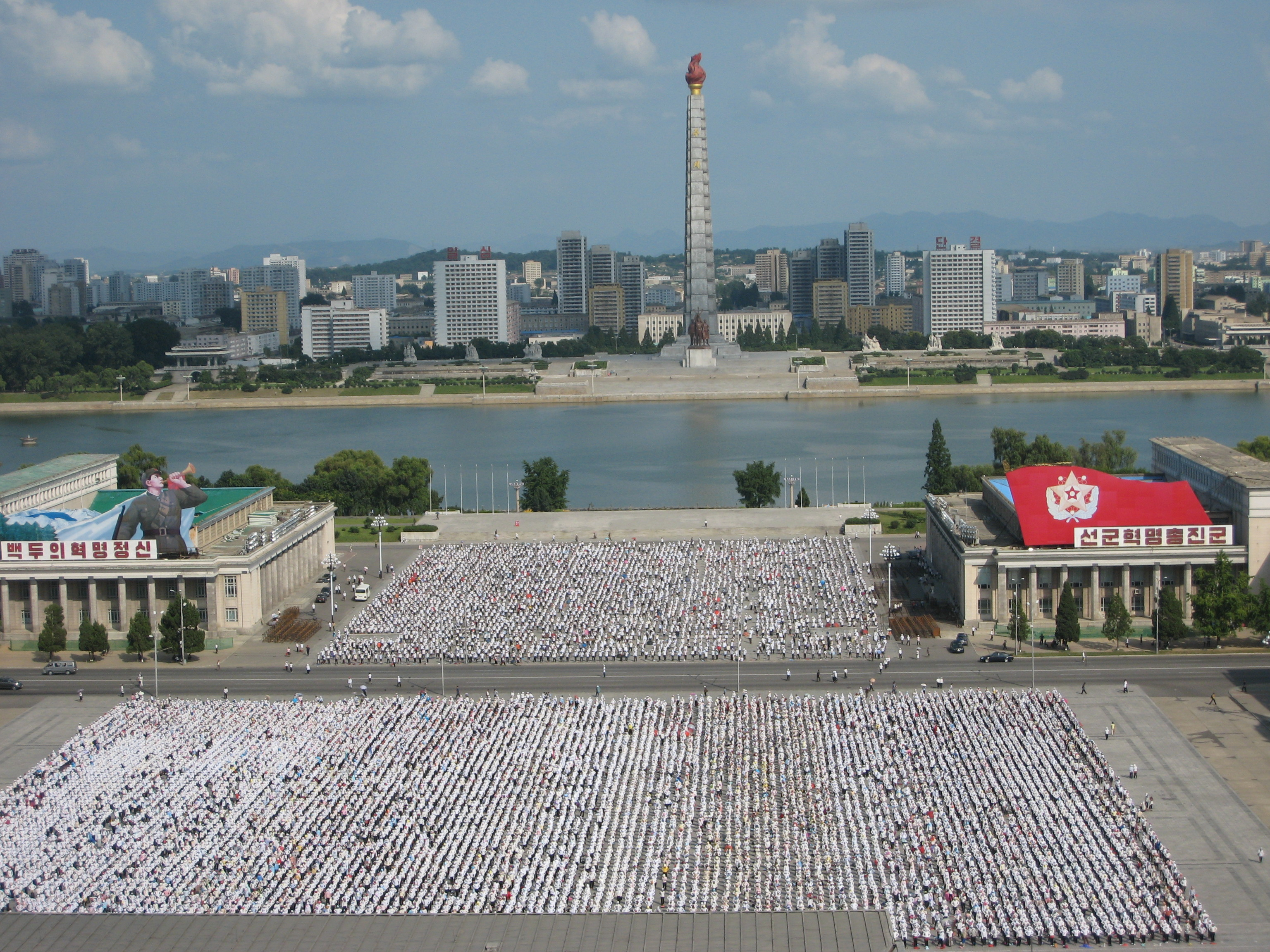
Le musée est situé sur la place Kim Il-sung juste en face du Musée d'art coréen (à droite).

Le musée central d'histoire de Corée se trouve à Pyongyang et a été ouvert le 1er décembre 1945 à Moranbong. Depuis 1977, il se trouve sur la place Kim Il-sung le long de la rue Sungri.
Le bâtiment a été construit en 1960 dans un style néoclassique sur une base carrée et avec un portique à l'avant. Le foyer est recouvert de marbre. Il s'étend sur 10 429 m2 et permet d'exposer près de 4 000 objets dans 19 salles d'expositions.
En 2006, 90 de ses trésors culturels ont été présentés au musée national de Corée à Séoul dans le cadre d'une exposition temporaire. C'est l'échange culturel le plus important qui se soit produit entre les deux pays.

## Exposition
Les premières salles sont consacrées à la préhistoire en Corée. Elle présente les découvertes faites sur le site de Komunmoru à Sangwon, à l'est de Pyongyang. Cette grotte avait été fouillée en 1966 et montre qu'elle avait été habitée par des homo erectus il y a un million d'années. Une autre salle expose des outils et des ossements des Hommes de Ryokpho, de Tokchon, de Sungrisan et de Mandal.
La salle suivante s'occupe du néolithique local. En particulier, elle montre des charrues en pierre vieille de 9000 ans et des grosses jarres décorées par des motifs en feuilles de sapin, des découvertes montrant le passage de la cueillette à l'agriculture et à un mode de vie sédentaire. La reconstruction d'une hutte semi-souterraine en forme de cône présente l'habitat de ces hommes.
Les salles dédiées à la Corée antique montrent une maquette du tombeau de Tangun, un roi légendaire fondateur de la Corée, ainsi que ses restes et son portrait et servent de preuves à son existence. Elles présentent aussi d'autres vestiges datant de cette époque : une maquette du dolmen n° 10 d'Odokhyong (Yonthan, Hwanghae du Nord), les maquettes de tombeau pour des serfs (Songchon), une hache en forme d'étoile qui servait de sceptre et des poignards en forme de luth ainsi que la reconstruction d'une charrette exhumée d'une tombe du IIIe siècle av. J.-C.